# Buncheong
Buncheong oder Punch'ong ist eine traditionelle Form koreanischen Steinzeugs mit grauem, manchmal grau-grünlichem Gesamteindruck. Die Stücke sind mit weißer Engobe überzogen und mit verschiedenen Techniken dekoriert. Dieser Stil entstand im 15. Jahrhundert und wird heute in einer wiederbelebten Form weitergeführt.

## Begriff
Der Begriff Buncheong ist eine Abkürzung für die Bezeichnung Bunjang hoecheong sagi, die in den 1930er Jahren von Go Yuseop, dem ersten Kunsthistoriker Südkoreas, geprägt wurde. Übersetzt bedeutet sie so viel wie „grau-grüne, mit Pulver verzierte Keramik“.

## Geschichte
Buncheong ist eine bestimmte Art von koreanischem Steinzeug, das sich im 15. Jahrhundert während der Joseon-Dynastie aus Techniken und Motive des Goryeo-Seladon entwickelte, namentlich einer Einlegetechnik namens Sanggam. Es wurde schnell sehr beliebt. Im Gegensatz zur raffinierten Eleganz des Goryeo-Seladons war Buncheong-Keramik schlicht, bescheiden und praktisch gestaltet und zeichnete sich gerade dadurch aus.
Der historische Buncheong-Stil hielt sich in Korea für etwas mehr als ein Jahrhundert. In seiner Blütezeit wurden Buncheong-Keramikstücke von Anhängern der japanischen Teezeremonie nach Japan exportiert. Im Zuge des Imjin-Krieges, der japanischen Invasion Koreas in den 1590er Jahren, wurden hunderte koreanischer Keramiker getötet oder nach Japan deportiert, wo sie fortan arbeiten mussten. Dies führte zu einem zwischenzeitlichen Niedergang der einheimischen koreanischen Keramikindustrie. Nach dem 16. Jahrhundert verschwand die Buncheong-Keramik fast vollständig aus dem Land, was auch darauf zurückzuführen war, dass im weiteren Verlauf der Joseon-Ära weißes Porzellan in Mode kam. Während die Produktion von Buncheong-Keramik in Korea zurückging und vom Porzellan verdrängt wurde, wurde Steinzeug mit ästhetischen Elementen, die von Buncheong abgeleitet waren, in Japan weiterhin hergestellt. Diese Art der Keramik wurde als Mishima-Keramik bekannt. In Japan wurden neben dem Porzellan auch verschiedene Arten von Steinzeug weiter verwendet und als getrennte Ausdrucksformen betrachtet, jede mit ihrer eigenen Existenzberechtigung.
Keramik im Buncheong-Stil wurde in Japan durchgängig als Teezeremoniegeschirr verwendet und hoch geschätzt. In Korea erlebte diese Art der Keramik erst im 20. Jahrhundert eine Wiederbelebung. Ebenfalls im 20. Jahrhundert gelangten Elemente der Buncheong-Ästhetik durch Bernard Leach, Shoji Hamada und andere Künstler, die mit den asiatischen Keramiktraditionen vertraut waren, nach Europa und in die Vereinigten Staaten. Buncheong inspiriert Keramiker bis heute und sowohl japanische und koreanische wie auch westliche Künstler arbeiten heute wieder mit Buncheong-Techniken.
Das Koreanische Nationalmuseum beherbergt eine große Sammlung von Buncheong-Keramik, ebenso wie das Leeum, das Samsung Museum of Art in Seoul.

## Merkmale
Buncheong wirkt weniger elegant und elaboriert, als die Seladonkeramik, die diesem Stil vorausgeht und weniger fein, als das weiße Porzellan, das ihm nachfolgt. Dafür zeichnet es sich durch eine dynamische Präsenz aus und die Verzierungen mancher Stücke lassen an Abstrakte Kunst denken. Es stellt damit einen vor allem für die Zeit seiner Entstehung einzigartigen, so ursprünglich nur in Korea zu findenden Keramikstil dar.
Buncheong ist gekennzeichnet durch die Verwendung von dunklem, eisenhaltigem Ton, der mit weißer Engobe und einer klaren aber nicht gänzlich transparenten und manchmal leicht grünlichen Glasur überzogen ist. Mit verschiedenen Methoden können Dekorationen und Pigmente auf die Engobe aufgetragen sein oder diese wird mit Sgraffito-Techniken durchbrochen, um den darunter liegenden dunklen Ton freizulegen.
Die Motive der Verzierungen stammen ursprünglich aus dem Seladon der Goryeo-Zeit. Sie veränderten sich jedoch im Laufe der Entwicklung des Buncheong im 15. und 16. Jahrhundert. Häufig sind es Blumen wie Pfingstrosen, Chrysanthemen und Lotusblumen sowie reale und imaginäre Tiere.
Die Dekorationstechniken im Buncheong werden in verschiedene Kategorien und Unterkategorien eingeteilt.

## Beispiele verschiedener Techniken
| Guiyal   |
| Inwha    |
| Bakji    |
| Eumgak   |
| Cheolwha |
| Damguem  |